# Hiding in the Mirror
Hiding in the Mirror: The Mysterious Allure of Extra Dimensions, from Plato to String Theory and Beyond är en populärvetenskaplig bok av den teoretiska fysikern Lawrence Krauss, publicerad 2005. Boken undersöker populära teorier om sådana ämnen som svarta hål, liv i andra dimensioner, och strängteorin.